# Runa
Runa é uma povoação portuguesa do Município de Torres Vedras que foi sede da extinta Freguesia de Runa, freguesia que tinha 6,65 km² de área e 977 habitantes (2016), e, por isso, uma densidade populacional de 146,9 hab/km².
A Freguesia de Runa foi extinta (agregada) pela reorganização administrativa de 2012/2013, sendo o seu território agregado ao da Freguesia de Dois Portos para criar a União das Freguesias de Dois Portos e Runa.

## População
| População da freguesia de Runa | População da freguesia de Runa | População da freguesia de Runa | População da freguesia de Runa | População da freguesia de Runa | População da freguesia de Runa | População da freguesia de Runa | População da freguesia de Runa | População da freguesia de Runa | População da freguesia de Runa | População da freguesia de Runa | População da freguesia de Runa | População da freguesia de Runa | População da freguesia de Runa | População da freguesia de Runa | População da freguesia de Runa |
| ------------------------------ | ------------------------------ | ------------------------------ | ------------------------------ | ------------------------------ | ------------------------------ | ------------------------------ | ------------------------------ | ------------------------------ | ------------------------------ | ------------------------------ | ------------------------------ | ------------------------------ | ------------------------------ | ------------------------------ | ------------------------------ |
| 1864                           | 1878                           | 1890                           | 1900                           | 1911                           | 1920                           | 1930                           | 1940                           | 1950                           | 1960                           | 1970                           | 1981                           | 1991                           | 2001                           | 2011                           | 2016                           |
| 769                            | 1 031                          | 1 053                          | 1 041                          | 1 076                          | 987                            | 1 152                          | 1 057                          | 1 052                          | 1 096                          | 720                            | 1 175                          | 1 124                          | 1 032                          | 1 004                          | 977                            |

## Património
- Edifício onde está instalado o Lar dos Veteranos Militares ou Asilo de Inválidos Militares de Runa
- Igreja Paroquial São João Baptista

## Colectividades
- Grupo Desportivo de Runa
  - Dos poucos clubes portugueses que enviaram dois atletas a participar numa edição dos Jogos Olímpicos. António Margaça Galantinho e Adriano Morais foram os atletas que representaram Portugal nos Jogos Olímpicos de México 1968 na modalidade de luta greco-romana.
  - Modalidades: Andebol; Luta Greco-Romana; Futsal; Ginástica.
  - Palmarés: Sete vezes Campeão Nacional consecutivas por equipas na modalidade de luta greco-romana, relegando para segundo lugar durante estes anos um dos principais clube nacionais o Sporting Clube de Portugal.

- Corpo Nacional de Escutas - Agrupamento 898 Runa
  - Fundado a 31 de Julho de 1988, contava em 2009 com cerca de 35 Jovens com idades compreendidas entre os seis e os vinte anos de idade.